# Kicker (fútbol americano)
Kicker o placekicker (también en español: pateador) es una posición en el fútbol americano y en el fútbol canadiense. El kicker patea el balón desde un punto fijo en el terreno de juego. Intenta golpearlo de manera que pase sobre el poste horizontal y entre los cabos verticales del denominado goalpost. Si el intento es exitoso, el equipo ofensivo recibe tres puntos si se trata de un field goal o un punto si se trata de un punto extra tras un touchdown.

El kicker Mason Crosby de los Green Bay Packers en 2007.

Los kickers normalmente no obtienen un gran reconocimiento de los aficionados, pero su papel es muy importante para ganar la posición en el campo. También asumen otras tareas como holder o patear kickoffs.
La mayoría de los extranjeros profesionales de Estados Unidos han sido kickers, entre ellos Efren Herrera, Rafael Septién, Raul Allegre y Jan Stenerud.
- Datos: Q1638113
- Multimedia: American football placekickers / Q1638113